# Puchar Macedonii Północnej w piłce siatkowej mężczyzn (2020)
Puchar Macedonii Północnej w piłce siatkowej mężczyzn 2020 (oficjalnie: Куп на ОФМ мажи 2020 lub Одбојкарски куп на Македонија мажи 2020) – rozgrywki o siatkarski Puchar Macedonii Północnej zorganizowane przez Macedoński Związek Piłki Siatkowej (Одбојкарска федерација на Македонија). Zainaugurowane zostały 19 lutego 2020 roku.
W rozgrywkach o Puchar Macedonii Północnej wzięło udział 8 drużyn z I ligi. Rozgrywki miały składać się z ćwierćfinałów, półfinałów oraz finału. We wszystkich fazach rywalizacja toczyła się systemem pucharowym.
12 marca 2020 roku ze względu na szerzenie się zakażeń wirusem SARS-CoV-2 Macedoński Związek Piłki Siatkowej zawiesił rozgrywki do odwołania. 7 czerwca 2020 roku podjął decyzję o ostatecznym zakończeniu sezonu bez wyłonienia zdobywcy Pucharu.

## Drużyny uczestniczące
| I liga 8 drużyn        | I liga 8 drużyn |
| ---------------------- | --------------- |
| Dibra Volej            | ćwierćfinał     |
| Gio Strumica           | —               |
| Lirija                 | —               |
| Universiteti i Tetovës | —               |
| Shkëndija Tetowo       | ćwierćfinał     |
| Sztip UGD              | ćwierćfinał     |
| Wardar Skopje          | —               |
| Wesna Probisztip       | ćwierćfinał     |

## System rozgrywek
Rozgrywki składają się z ćwierćfinałów, półfinałów i finału. W ćwierćfinałach i półfinałach rywalizacja toczy się w postaci dwumeczów. O awansie decyduje większa liczba wygranych spotkań, a w przypadku wygrania po jednym meczu przez obie drużyny – większa liczba wygranych setów. Jeżeli po rozegraniu dwumeczu obie drużyny wygrają taką samą liczbę setów, o awansie decyduje tzw. złoty set grany do 15 punktów z dwoma punktami przewagi jednej z drużyn.
Zwycięzcy półfinałów rozgrywają jedno spotkanie finałowe o Puchar Macedonii.

## Rozgrywki

### Ćwierćfinały
|  | Gio Strumica | 6 – 0 | Dibra Volej |  |  |
|  |              |       |             |  |  |

| 19.02.2020    | Dibra Volej | 0:3 (0:25, 0:25, 0:25) | Gio Strumica | Sportska sała „Park”, Strumica |  |
| 17:00 (UTC+1) |             | raport                 |              |                                |  |

|  | Gio Strumica | 3:0 (25:0, 25:0, 25:0) | Dibra Volej | Sportska sała „Park”, Strumica |  |
|  |              | raport                 |             |                                |  |

|  | Universiteti i Tetovës | 6 – 0 | Sztip UGD |  |  |
|  |                        |       |           |  |  |

| 19.02.2020    | Sztip UGD | 0:3 (18:25, 18:25, 17:25) | Universiteti i Tetovës | Sportska sała „Jordan Mijałkow”, Sztip       |  |
| 19:00 (UTC+1) |           | raport                    |                        | Sędziowie: Nikoła Sazdowski i Monika Janewiḱ |  |

| 26.02.2020    | Universiteti i Tetovës | 3:0 (25:23, 25:13, 25:15) | Sztip UGD | Sportska sała „Mładi”, Tetowo                     |  |
| 18:00 (UTC+1) |                        | raport                    |           | Sędziowie: Predrag Serafimowski i Miłan Ristowski |  |

|  | Lirija | 6 – 0 | Shkëndija Tetowo |  |  |
|  |        |       |                  |  |  |

| 19.02.2020    | Shkëndija Tetowo | 0:3 (17:25, 19:25, 17:25) | Lirija | Sportska sała „Mładi”, Tetowo                     |  |
| 19:30 (UTC+1) |                  | raport                    |        | Sędziowie: Miłan Ristowski i Predrag Serafimowski |  |

| 25.02.2020    | Lirija | 3:0 (25:14, 25:13, 25:13) | Shkëndija Tetowo | Osnowno ucziliszte „Goce Dełczew”, Tetowo       |  |
| 20:00 (UTC+1) |        | raport                    |                  | Sędziowie: Nikoła Sazdowski i Sławczo Zdraweski |  |

|  | Wardar Skopje | 6 – 0 | Wesna Probisztip |  |  |
|  |               |       |                  |  |  |

| 19.02.2020    | Wesna Probisztip | 0:3 (10:25, 15:25, 13:25) | Wardar Skopje | Sportska sała „Sofija Petrowska”, Probisztip    |  |
| 19:30 (UTC+1) |                  | raport                    |               | Sędziowie: Sławczo Zdraweski i Ałeksandar Cekow |  |

| 04.03.2020    | Wardar Skopje | 3:0 (25:13, 25:15, 25:11) | Wesna Probisztip | Sportska sała „Sofija Petrowska”, Probisztip |  |
| 19:00 (UTC+1) |               | raport                    |                  | Sędziowie: Włatko Petrow i Błagoj Serafimow  |  |

### Półfinały
Ze względu na przedwczesne zakończenie rozgrywek w dniu 7 czerwca 2020 roku półfinały nie odbyły się.

### Finał
Ze względu na przedwczesne zakończenie rozgrywek w dniu 7 czerwca 2020 roku finał nie odbył się.